# Brnjica (Sjenica)
Pour les articles homonymes, voir Brnjica.
Brnjica (en serbe cyrillique : Брњица) est un village de Serbie situé dans la municipalité de Sjenica, district de Zlatibor. Au recensement de 2011, il comptait 164 habitants.

## Démographie
| 1948 | 1953 | 1961 | 1971 | 1981 | 1991 | 2002 | 2011 |
| ---- | ---- | ---- | ---- | ---- | ---- | ---- | ---- |
| 461  | 509  | 492  | 423  | 317  | 254  | 218  | 164  |

|  |